# ATP Hong Kong Tennis Open 2025
ATP Hong Kong Tennis Open 2025 (cunoscut și sub numele de Bank of China Hong Kong Tennis Open din motive de sponsorizare) a fost un turneu de tenis masculin care s-a jucat pe terenuri dure în aer liber. A fost cea de-a 29-a ediție a ATP Hong Kong Open și a făcut parte din seria turneelor ATP 250 din Circuitul ATP 2025. A avut loc la Victoria Park Tennis Stadium din Hong Kong, China, în perioada 30 decembrie 2024 – 5 ianuarie 2025.

## Campioni

### Simplu
Pentru mai multe informații consultați ATP Hong Kong Tennis Open 2025 – Simplu

### Dublu
Pentru mai multe informații consultați ATP Hong Kong Tennis Open 2025 – Dublu

## Distribuția punctelor și premii în bani

### Distribuția punctelor
| Probă  | C   | F   | SF  | QF | R16 | R32 | Q   | Q2  | Q1  |
| Simplu | 250 | 165 | 100 | 50 | 25  | 0   | 12  | 7   | 0   |
| Dublu  | 250 | 150 | 90  | 45 | N/A | 0   | N/A | N/A | N/A |

### Premii în bani
| Probă  | C         | F        | SF       | QF       | R16      | R28     | Q2      | Q1      |
| Simplu | 103.455 $ | 60.350 $ | 35.480 $ | 20.555 $ | 11.935 $ | 7.295 $ | 3.650 $ | 1.990 $ |
| Dublu* | 35.980 $  | 19.330 $ | 11.310 $ | 6.270 $  | 3.700 $  | N/A     | N/A     | N/A     |

*per echipă